# Syd- og Mellemamerikamesterskabet i håndbold (kvinder)
Syd- og Mellemamerikanske håndboldmesterskab for kvinder er den officielle konkurrence for landshåndboldhold i Sydamerika og Mellemamerika og finder sted hvert andet år. Ud over at krone de Syd- og Mellemamerikanske mestre, tjener turneringen også som en kvalificerende turnering til verdenshåndboldmesterskabet i håndbold. Den første turnering blev afholdt i 2018 i Maceió, Brasilien.
Turneringen blev dannet som en direkte overgang fra de panamerikanske mesterskaber i håndbold i 2018, hvor man valgte at splitte turneringen op i to. Den anden turneringen hedder Nordamerika og Caribienmesterskabet i håndbold.
Turneringen reguleres og administreres af Syd- og Mellemamerikas håndboldforbund, siden 2019.

## Mesterskaber i gennem tiden
| År   | Vært      |           | Finalekamp | Finalekamp | Finalekamp  |       | Tredjepladskamp | Tredjepladskamp | Tredjepladskamp |
| År   | Vært      | Vindere   | Score      | Andenplads | Tredjeplads | Score | Fjerdeplads     |                 |                 |
| ---- | --------- | --------- | ---------- | ---------- | ----------- | ----- | --------------- | --------------- | --------------- |
| 2018 | Brazil    | Brasilien | Ingen      | Argentina  | Paraguay    | Ingen | Chile           |                 |                 |
| 2021 | Paraguay  | Brasilien | Ingen      | Argentina  | Paraguay    | Ingen | Uruguay         |                 |                 |
| 2022 | Argentina |           | Brasilien  | Ingen      | Argentina   |       | Chile           | Ingen           | Uruguay         |

## Medaljeoversigt
| Rank              | Nation            | Guld | Sølv | Bronze | Total |
| ----------------- | ----------------- | ---- | ---- | ------ | ----- |
| 1                 | Brasilien         | 3    | 0    | 0      | 3     |
| 2                 | Argentina         | 0    | 3    | 0      | 3     |
| 3                 | Paraguay          | 0    | 0    | 2      | 2     |
| 4                 | Chile             | 0    | 0    | 1      | 1     |
| Total (4 nations) | Total (4 nations) | 3    | 3    | 3      | 9     |

## Deltagende nationer
| Hold      | 2018 | 2021  | 2022 | År |
| Argentina | 2.   | 2.    | 2.   | 3  |
| Bolivia   | •    | 6.    | •    | 1  |
| Brasilien | 1.   | 1.    | 1.   | 3  |
| Chile     | 4.   | 5.    | 3.   | 3  |
| Nicaragua | •    | Afbud | •    | 0  |
| Paraguay  | 3.   | 3.    | 5    | 2  |
| Uruguay   | 5.   | 4.    | 4.   | 2  |
| Total     | 5    | 6     | 5    |    |